# Angel Milk
Albums de Télépopmusik
Genetic World
(2001)
Angel Milk est le deuxième album du groupe de trip-hop français Télépopmusik après leur premier long format en 2001 Genetic World.

## Liste des morceaux
| 1.    | Don'T Look Back                               | 3:50  |
| 2.    | Stop Running Away                             | 2:41  |
| 3.    | Anyway                                        | 2:39  |
| 4.    | Into Everything                               | 4:31  |
| 5.    | Love'S Almighty                               | 4:49  |
| 6.    | Last Train To Wherever                        | 5:02  |
| 7.    | Brighton Beach                                | 4:23  |
| 8.    | Close                                         | 3:18  |
| 9.    | Swamp                                         | 2:05  |
| 10.   | Nothing's Burning                             | 3:52  |
| 11.   | Ambushed                                      | 1:34  |
| 12.   | Hollywood On My Toothpaste                    | 5:28  |
| 13.   | Tuesday                                       | 1:26  |
| 14.   | Another Day                                   | 6:36  |
| 15.   | 15 Minutes                                    | 15:38 |
| 16.   | Baboons (featuring Mau) [Japanese Track only] | 2:35  |
| 70:27 |                                               |       |